# Byron Leftwich

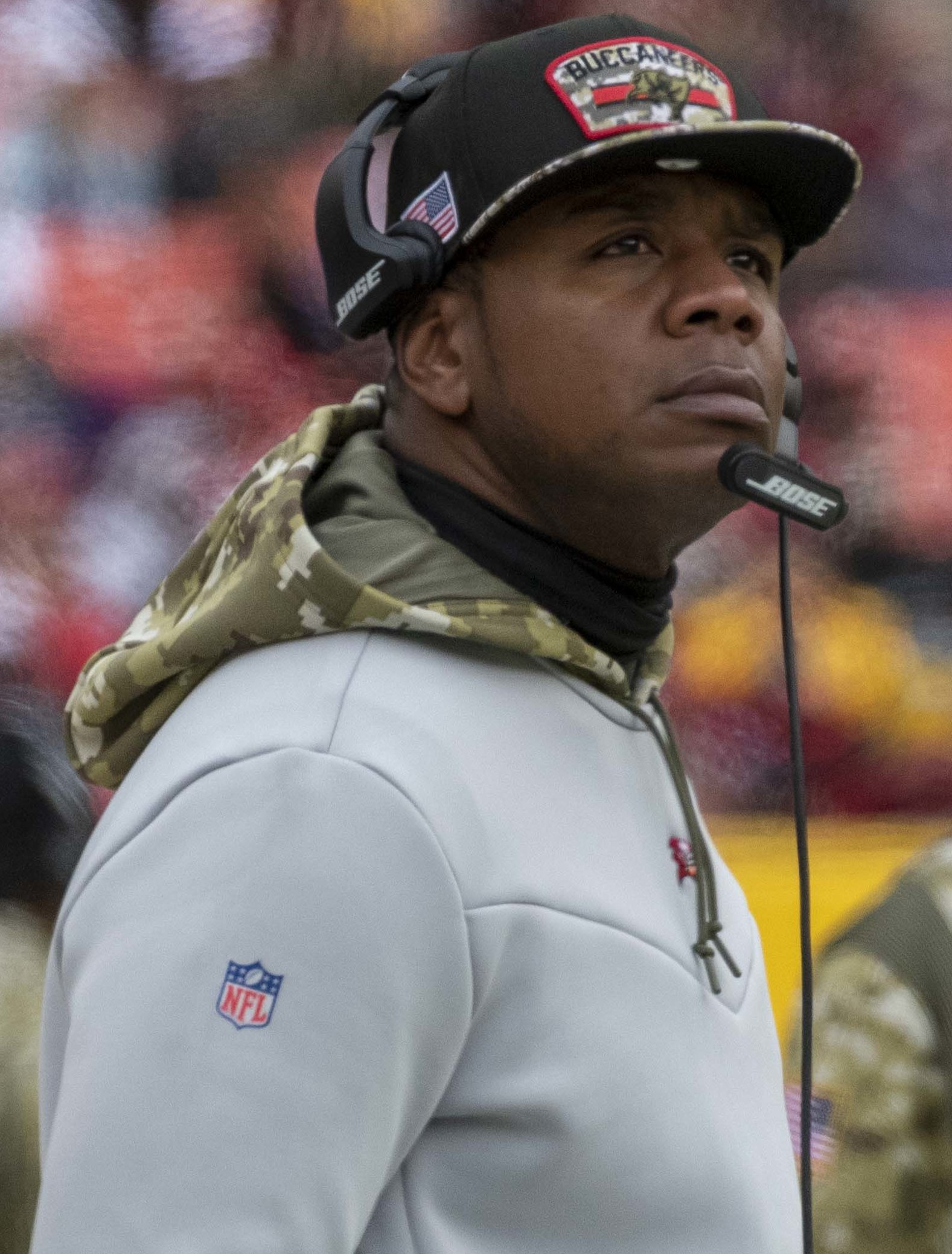
Leftwich em 2021.

Byron Antron Leftwich (nascido em 14 de janeiro de 1980, em Washington, D.C.) é um treinador de futebol americano e ex-quarterback na National Football League (NFL). Anteriormente, ele atuou como jogador na NFL por dez anos. Formado na Universidade Marshall, Leftwich foi escolhido pelo Jacksonville Jaguars na primeira rodada, como a sétima escolha, no Draft de 2003. ELe jogou pelos Jaguars por quatro temporadas antes de ir para os Buccaneers e depois para o Atlanta Falcons. Leftwich também vestiu a camisa do Pittsburgh Steelers, sendo reserva do quarterback Ben Roethlisberger, onde fez parte do time que venceu o Super Bowl XLIII.
Após se aposentar como jogador, Leftwich começou a trabalhar com Bruce Arians como membro de sua comissão técnica no Arizona Cardinals. Ele seguiu Arians, em 2019, até os Tampa Bay Buccaneers, onde foi coordenador ofensivo na vitoriosa campanha até o Super Bowl LV, sendo dispensado do time em 2022.